# 차이나 디스카운트
차이나 디스카운트(China discount)는 대한민국 주식시장에 상장되어 있는 중국계 기업들의 주식이 한국 기업들의 것보다 비교적 평가절하되는 현상을 가리키는 한국의 경제 용어이다. 회계가 투명하지 못하거나 지배구조상의 문제점에도 기인하지만, 투자자들 자신의 불안감이 주된 이유이다.